# Edwin Frazee
Pour les articles homonymes, voir Frazee.
Edwin Frazee est un réalisateur, scénariste et acteur américain né le 10 juillet 1881 et mort le 20 février 1937, connu pour avoir dirigé Stan Laurel dans deux de ses premiers films.

## Filmographie

### Comme réalisateur
- 1915 : A Bird's a Bird (CM)
- 1915 : A Lucky Leap (CM)
- 1915 : Beating Hearts and Carpets (CM)
- 1915 : A Hash House Fraud (CM)
- 1915 : A Bathhouse Tragedy (CM)
- 1915 : A Favorite Fool (CM)
- 1915 : Crooked to the End (CM)
- 1916 : Love Will Conquer (CM)
- 1916 : The Village Vampire (CM)
- 1916 : An Oily Scoundrel (CM)
- 1916 : Bath Tub Perils (CM)
- 1917 : Her Father's Station (CM)
- 1918 : Hickory Hiram (CM)
- 1918 : Phoney Photos (CM)

### Comme scénariste
- 1915 : A Bird's a Bird (CM)
- 1915 : A Lucky Leap (CM) (scénario)
- 1915 : Beating Hearts and Carpets (CM)
- 1915 : A Versatile Villain de Frank Griffith (CM) (scénario)
- 1915 : Gertie's Joy Ride de Henry Lehrman (CM) (scénario)
- 1918 : Hickory Hiram (CM) (histoire)
- 1918 : Phoney Photos (CM) (histoire)

### Comme acteur
- 1914 : Charlot et Fatty dans le ring (The Knockout) de Charles Avery (CM) : Spectator / Society Singer / Cop (non crédité)
- 1914 : Hard Cider (CM) : The Farmhand's Rival
- 1914 : Le Roman comique de Charlot et Lolotte (Tillie's Punctured Romance) de Mack Sennett : Cinema Spectator / Guest / Cop (non crédité)
- 1914 : Among the Mourners de Walter Wright : (CM)